# Parti progressiste des Maldives
Le Parti progressiste des Maldives (divehi : ޕްރޮގްރެސިވް ޕާރޓީ އޮފް މޯލްޑިވްސް: ޕީ.ޕީ.އެމް, PPM) est un parti politique maldivien.

## Histoire

### Fondation
Fondé en septembre 2011 à Malé, il est alors dirigé par Maumoon Abdul Gayoom, président de la République de 1978 à 2008. Celui-ci avait alors quitté le Parti du peuple maldivien, qu'il a fondé en 2005.
Le 16 novembre 2013, Abdulla Yameen, demi-frère de Gayoom, remporte, à la surprise générale, le second tour de l'élection présidentielle avec 51,3 % des voix face à Mohamed Nasheed,, président de la République de 2008 à 2012. Yameen met en place un régime autoritaire.
Le parti est en coalition avec le Parti républicain et l'Alliance pour le développement des Maldives pour les élections législatives maldiviennes de 2014.

### Oppositions internes
En octobre 2016, Gayoom est évincé de la direction du parti et remplacé par Yameen.
Le 26 mars 2017, Gayoom rejoint l'opposition à son demi-frère Abdulla Yameen, devenu président en 2013, et noue une alliance avec son ancien rival Mohamed Nasheed. Le parti se divise en deux factions, l'une soutenant Yameen et l'autre soutenant Abdul Gayoom,,. La faction pro-Gayoom prend le nom de Maumoon Reform Movement.
Le 5 février 2018, Abdulla Yameen Abdul Gayoom refuse d'appliquer un jugement de la Cour suprême relatif à des libérations de prisonniers politiques, dont Faris, le propre fils de Maumoom, malgré la demande de l'ONU, puis assiège les bureaux de la Cour suprême, suspend le parlement, fait arrêter Maumoon Abdul Gayoom et décrète l'état d'urgence. L'ONU dénonce alors une « attaque contre la démocratie ». Le 13 juin 2018, Abdul Gayoom est condamné à 19 mois de prison pour « obstruction à la justice », pour avoir refusé de parler aux juges après son arrestation.

### Élection présidentielle de 2018
Durant la campagne présidentielle de 2018, les médias ne couvrent pas la campagne électorale du candidat d'opposition Ibrahim Mohamed Solih, de crainte de représailles. Malgré cela, celui-ci sort largement vainqueur,,. Abdulla Yameen reconnaît publiquement sa défaite le 24 septembre, et félicite son adversaire. Selon Olivier Guillard, chercheur associé à l'IRIS, « Abdulla Yameen passe pour un autocrate, il a une très mauvaise image à l'étranger et la communauté internationale avait peur qu'il truque le scrutin, ce qui n'a pas été le cas. La velléité démocratique l'a emporté aux Maldives, sur l'exemple d'autres États de la région ». Pour Gulbin Sultana, de l'Institute for Defence Studies and Analyses (en) de New Delhi, « Le ralliement de Maumoon Abdul Gayoom a été décisif, il a entraîné avec lui sa faction au sein du parti au pouvoir, le Parti progressiste des Maldives ».
Le 28 septembre, Yameen est élu à la tête du parti.
Le 29 septembre 2018, Maumoon est libéré sous caution. Le 18 octobre 2018, il est acquitté.

### Élections législatives de 2019
Lors des élections législatives maldiviennes de 2019, le Parti progressiste, chute de 33 à 5 sièges.

### Scission de 2023
Le président élu Mohamed Muizzu prend le contrôle du Congrès national du peuple (PNC) dont il devient le président le 5 octobre avant de rompre avec le PPM. Ce dernier s'éloigne lui même de Yameen,, Après avoir décidé de ne pas assister à l'investiture de Muizzu, et que ses partisans aient appelé à la démission du nouveau président, Yameen annonce quitter le parti le 23 novembre. Il fonde le Front national du peuple (PNF), enregistré au nom de son fils Zain Abdulla Yameen du fait de son inéligibilité,. Le 26 novembre, le PPM décide de participer aux législatives en coalition avec le PNC.

## Résultats électoraux

### Élections présidentielles
| Année | Candidat       | 1er tour | 1er tour | 1er tour | 2d tour | 2d tour | 2d tour |
| Année | Candidat       | Voix     | %        | Rang     | Voix    | %       | Rang    |
| ----- | -------------- | -------- | -------- | -------- | ------- | ------- | ------- |
| 2013  | Abdulla Yameen | 61 278   | 29,72 %  | 2e       | 111 203 | 51,39 % | Élu     |
| 2018  | Abdulla Yameen | 96 052   | 41,62 %  | Battu    |         |         |         |
| 2023  | Mohamed Muizzu | 101 635  | 46,06 %  | 1er      | 129 159 | 54,04 % | Élu     |

### Élections législatives
| Année | Voix                    | %                       | Sièges                  | Gouvernement                                     |
| ----- | ----------------------- | ----------------------- | ----------------------- | ------------------------------------------------ |
| 2014  | 51 424                  | 27,72                   | 33 / 85                 | Gouvernement (2014-2018), opposition (2018-2019) |
| 2019  | 19 176                  | 9,12                    | 5 / 87                  | Opposition (2019-2023), Muizzu (2023-2024)       |
| 2024  | Sous la bannière du PNC | Sous la bannière du PNC | Sous la bannière du PNC | Muizzu                                           |